# Федорук Сергій Харитонович
Сергі́й Харито́нович Федору́к (* 15 травня 1947) — білоруський підприємець, політик. Заслужений працівник промисловості Республіки Білорусь. Академік Білоруської інженерної академії.

## Біографічні відомості
Генеральний директор відкритого акціонерного товариства «Ковры Бреста» (укр. «Килими Бреста»).
Депутат Ради Республіки Національних зборів Республіки Білорусь. Член Постійної комісії з питань економіки, бюджету та фінансів.
23 червня 2003 року відзначено Почесною грамотою Національних зборів Республіки Білорусь «за заслуги в розвитку законодавства й активну участь у реалізації економічної політики Республіки Білорусь» .